# Parafia Świętych Apostołów Piotra i Pawła w Tacoma
Parafia Świętych Apostołów Piotra i Pawła w Tacoma (ang. SS. Peter and Paul Parish) – parafia rzymskokatolicka położona w Tacoma w stanie Washington w Stanach Zjednoczonych.
Jest jedną z najstarszych parafii rzymskokatolicką w Seattle/Tacoma, prowadzoną obecnie przez Towarzystwo Chrystusowe dla Polonii Zagranicznej.
Parafia została poświęcona Świętym Apostołom Piotrowi i Pawłowi.

## Duszpasterze
- ks. Michale Fafara (1892-1896)
- ks. Joseph Brzozka (1896-1898) (administrator)
- ks. John Organisckiak (1898-1910)
- ks. Lawrance Piotrzkowski (1910-1925) (administrator)
- ks. Henry Rozycki (1925-1977)
- ks. Richard Cebula, TChr. (1977-1985)
- ks. Michael Szwej, TChr. (1985-1989)
- ks. Joseph Calik, TChr. (1989-1992)
- ks. Wojciech Baryski, TChr. (1992-1995)
- ks. Piotr Dzikowski, TChr. (1995-2010)
- ks. Eugeniusz Bolda, TChr. (2010-obecnie)